# Jacques Sirmond

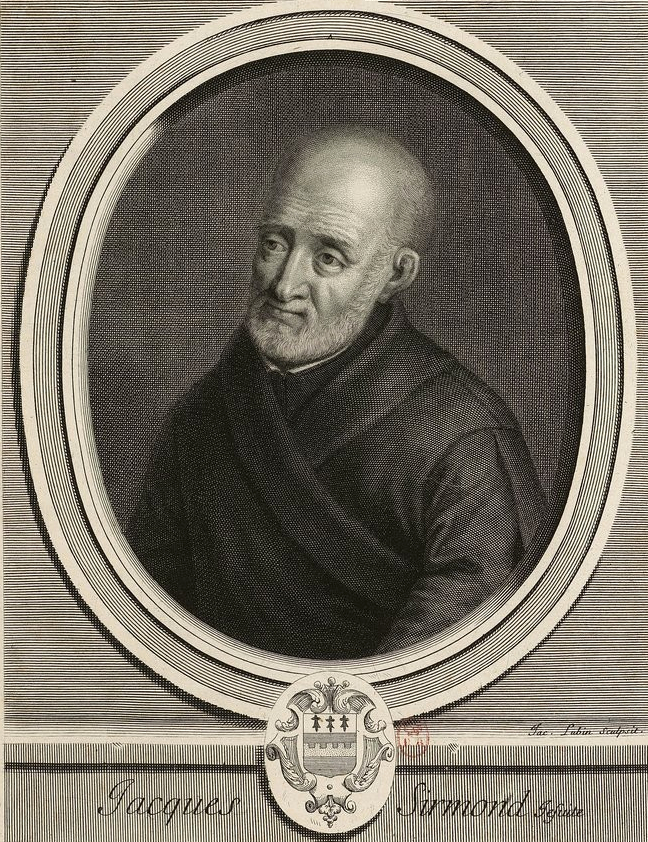
Jacques Sirmond

Jacques Sirmond (* 22. Oktober 1559 in Riom, Auvergne, Frankreich; † 7. Oktober 1651 in Paris) war ein französischer katholischer Gelehrter und Erzieher.

## Leben
1576 trat Sirmond in den Jesuitenorden ein, lehrte am damals Collège de Clermont genannten Kolleg in Paris (1581–90) und wurde danach Sekretär des Ordensgenerals Claudio Acquaviva in Rom (1590–1608). Später wurde er Rektor des Collège de Clermont und war Beichtvater des französischen Königs Ludwig XIII. Seine Ausgaben der frühchristlichen und mittelalterlichen Kirchenväter, z. B. von Paschasius Radbertus (1618) und Eusebius von Caesarea (1643), sind berühmt. Unter seiner Leitung erschien die sogenannte editio Romana der Beschlüsse der ökumenischen Konzilien (Concilia generalia ecclesiae catholicae […], 4 Bde., Rom 1608–12); diese Ausgabe war für den kirchlichen Gebrauch lange Zeit verbindlich. Eine seiner eigenen Schriften, Concilia antiqua Galliae (1629), behandelte die frühe Geschichte der Kirche in Frankreich.
Sirmond veröffentlichte die nach ihm als Erstherausgeber benannten, spätantiken Constitutiones Sirmondianae, Kaiserkonstitutionen von Konstantin dem Großen bis Valentinian III. aus dem Jahr 430. Die Konstitutionen beschäftigten sich vornehmlich mit kirchenrechtlichen Fragen.